# Salix baileyi
Salix baileyi är en videväxtart som beskrevs av Camillo Karl Schneider. Salix baileyi ingår i släktet viden, och familjen videväxter. Inga underarter finns listade i Catalogue of Life.